# Emma Lathen
Emma Lathen und R. B. Dominic sind zwei Pseudonyme des amerikanischen Krimi-Autoren-Duos Mary Jane Latsis (Ökonomin) und Martha Hennissart (Juristin). Lathen setzt sich allem Anschein nach aus den Anfangssilben der Nachnamen zusammen.

## John Putnam Thatcher
Die Hauptfigur der Emma-Lathen-Krimi ist der Wallstreet-Bankier und Hobby-Detektiv John Putnam Thatcher, der in „Freitag, der 13.“ (O-Titel: Banking on Death) 1961 zum ersten Mal in Aktion trifft. Thatcher ist Vize-Präsident der Sloan Guaranty Trust, der eigentlich gar nicht Detektiv spielen will, aber immer wieder entweder durch Kunden, seinen Präsidenten Bradford Withers, seinen Aufsichtsratsvorsitzenden George C. Lancer oder einen seiner Freunde (allen voran sein Freund aus Studienzeiten Tom Robichaux) in Fälle von Unterschlagung, Mord und Totschlag verwickelt wird. Irgendwann nimmt jedoch entweder Thatchers Neugier überhand, oder Thatchers Geduld wird derart strapaziert, dass er um des lieben Friedens willen die Straftaten aufklärt.
Dabei greift er rücksichtslos auf das Personal der Sloan zurück: den aufstrebenden junge Kenneth Nicolls, den (für einen Bankier) leichtlebigen Charlie Trinkam, den korrekten Everett Gabler oder auch seine Sekretärin Miss Corsa, die seine kriminalistischen Ausflüge meist missbilligt. Auch die Verbindungen, die einer Bank, vor allem aber einem Chef-Banker, zur Verfügung stehen, werden zur Verbrechensaufklärung genutzt. Bankgeheimnisse scheint es nicht zu geben.
Dabei sind alle Personen liebevoll und ausführlich beschrieben. Die Handlungsrahmen sind vielfältig. Einige spielen im unmittelbaren Umfeld der Bank, andere haben mit Treuhandvermögen, für die Thatcher verantwortlich ist, zu tun. Ob der erste „Schwarze“ an der Börse (Gift für die Börse), gemeinsam mit Juden und Arabern vor den Uno demonstrierende Katholiken (Dollars für den Kardinals) oder die Entführung eines Ölmanagers (Für Öl ist keine Tour zu krumm), die Krimis des Duo Lathen decken alle Themen der 60er und 70er Jahre ab, betrachtet durch die Brille eines toleranten Wirtschaftsbosses.
Nicht alle Bücher Lathens sind ins Deutsche übersetzt, und auch die sind heute nur noch antiquarisch zu erwerben.

## Ben Saford
Von den unter R. B. Dominic geschriebenen Büchern ist nur „Trimm Dich Tot“ auf Deutsch erschienen. Die Hauptfigur, der Kongressabgeordnete Ben Saford, ähnelt ein wenig dem Bankier Thatcher. Auch der Stil der beiden Damen ist in beiden Büchern zu erkennen.

## Die Autorinnen
Die Autorinnen Mary Jane Latsis (* 1927; † 29. Oktober 1997) und Martha Hennissart (* 1929) haben Harvard besucht.

## Auszeichnungen
- 1967 Gold Dagger der britischen Crime Writers' Association für den Roman Murder Against the Grain (dt.: Nicht ein Körnchen Wahrheit)
- 1983 Ellery Queen Award der amerikanischen Mystery Writers of America für besondere Verdienste als Autoren-Team um die Mystery Scene
- 1997 Agatha Award – Kategorie Ehrenpreis (Malice Domestic Award for Lifetime Achievement) der amerikanischen Malice Domestic Ltd. als Anerkennung für das Lebenswerk der Autorin

## Werke
John Putnam Thatcher
- 1. Banking on Death (1961); deutsch: Freitag, der 13. (1962)
- 2. A Place For Murder (1963); deutsch: Das Mädchen auf dem Zwölfender (1973)
- 3. Accounting for Murder (1964); deutsch: Mord und die Kasse stimmt (1971)
- 4. Murder Makes the Wheels Go Round (1966); deutsch: Der golden Leichenwagen (1973)
- 5. Death Shall Overcome (1966); deutsch: Gift für die Börse (1972)
- 6. Murder Against the Grain (1967); deutsch: Nicht ein Körnchen Wahrheit (1972)
- 7. A Stitch in Time (1968) Operation geglückt Patient tot (o. J.)
- 8. Come to Dust (1968); deutsch: Und dann verschwand er mit Geld (1968)
- 9. When in Greece (1969)
- 10. Murder to Go (1969)
- 11. Pick Up Sticks (1970); deutsch: Stirb schöner im Grünen (1971)
- 12. Ashes to Ashes (1971); deutsch: Dollars für den Kardinal (1972)
- 13. The Longer the Thread (1971); deutsch: Ein Toter im Chefsessel
- 14. Murder Without Icing (1972); deutsch: Mord auf der Strafbank (1974)
- 15. Sweet and Low (1974); deutsch: Süße, Leise Todesweise (1975)
- 16. By Hook or By Crook (1975); deutsch: Kette und Schuß (1975)
- 17. Double, Double, Oil and Trouble (1978); deutsch: Für Öl ist keine Tour zu krumm (1980)
- 18. Going For the Gold (1981)
- 19. Green Grow the Dollars (1982)
- 20. Something in the Air (1988)
- 21. East is East (1991)
- 22. Right on the Money (1993)
- 23. Brewing Up a Storm (1996)
- 24. A Shark Out Of Water (1997)

Ben Safford (writing as R B Dominic)
- 1. Murder Sunny Side Up (1968)
- 2. Murder in High Place (1969)
- 3. There Is No Justice (1971); deutsch: Trimm dich tot
- 4. Epitaph for a Lobbyist (1974)
- 5. Murder Out of Commission (1976)
- 6. The Attending Physician (1980)
- 7. Unexpected Developments (1983)